# エレキング
エレキングは特撮テレビドラマ『ウルトラセブン』をはじめとする「ウルトラシリーズ」にたびたび登場する架空の怪獣。別名は宇宙怪獣だが、作品によって異なる別名も用いられる。

## 概要
黄色地に黒いまだら模様の体色、胴体より長大な尾、そして目の部分の回転するレーダー状の三日月形の角が特徴。『ウルトラセブン』を代表する怪獣の1体であり、2007年に同作品の放送40周年を記念して行われた『ウルトラセブン大賞』では、「最も印象に残ったセブンの敵」として最優秀怪獣賞を受賞している。
体色の色彩の設定は本来「白地に黒」であり、納品時を経てミクラスとの対決時まではこの色であるが、ウルトラセブンとの対決時には「黄色地に黒」に変化する。本放送当時は後者で認識されており、後年の作品に登場する際も長らく「黄色地に黒」となっていた。ビデオなどの普及によって本放送当時の映像が容易に見られるようになった1980年代後半ごろから見直されるようになり、スーパーファミコン版『ウルトラセブン』の発売時には、テレビCM用に「白地に黒」という当初の設定に沿った着ぐるみが新造された（#CMを参照）。それ以降、意図的な場合を除いて「黄色地に黒」という色彩は用いられていない。
かつては「身長：85メートル」と記述された書籍もあったが、最大身長は厳密には尾を含めた全長を表す。『ウルトラマンマックス』第2話放送後のミニコーナー「マックスボックス」で示されたデータでは、身長53メートル（最大）、体重25,000トン（最大）とされていたが、これは第2次怪獣ブーム時に大伴昌司によって設定されたものである。
デザインは成田亨による。モチーフは特にない「動物的な抽象的フォルム」とされ、目や口なども意識しない形状となっている。レーダーの目や半透明パーツの口など、生物の記号を排している。
名前は「エレキテル」と「キング」をかけ合わせて命名されたものである。
幻冬舎の書籍『21世紀ウルトラマン宣言』によれば、エレキングはピット星人によって品種改良された淡水魚と草食動物の合成生物であり、幼体が前者の、成体が後者の特徴を色濃く受け継いでいる。地球に現れたエレキングは侵略行為に利用されるほか、何らかの理由で凶暴化しているが、本来の姿は宇宙の微生物や植物を主食とするおとなしい動物であることが記述されている。また、同書籍には2本の角がレーダーを果たしているという特徴がゼットンと似ている理由について、異種交配されたエレキングのレーダーがゼットンへ受け継がれたことも記述されている。

## 『ウルトラセブン』に登場するエレキング
『ウルトラセブン』第3話「湖のひみつ」に登場。
ピット星人が操る侵略用の生体兵器であり、木曽谷の吾妻湖にて灰色の皮膚の幼体の状態で放流され、ピット星人に育てられて短期間で成長する。ピット星人の指令電波で操られるが、自律的行動も可能。独特の鳴き声を発し、体表から50万ボルトの電気ショックを放つほか、口部分の半透明の発光体から三日月状の高電圧の放電光線や炭酸ガスを発射する。
一度は釣り人に魚と間違われて釣られそうになるが、少女に変身したピット星人に助けられた後、その危機に際して赤い閃光と共に巨大化する。カプセル怪獣ミクラスと戦い、一時はミクラスに投げ飛ばされたりと劣勢になるが、尻尾を巻き付けての電気ショックで勝利する。その後、ウルトラセブンとの戦いでも、同様に尻尾による放電攻撃を浴びせるが、致命的なダメージを与えることができず、エメリウム光線で両方のアンテナ角を破壊されて動きを止めたところをアイスラッガーで尻尾と胴体、首を切断され、爆散する。
- スーツアクター：池田芙美夫、鈴木邦夫[注釈 4]
- セブンに尾を巻きつけるシーンでは、着ぐるみとは別に長い尾が用いられた[18][8]。
- ミクラスと揉み合うシーンの撮影時には右のアンテナ角が折れ[24]、現場で補修されている。
- エレキングが出現した湖のセットには、ウルトラホーク1号の発進シーンのセットが流用されている。
- 準備稿では、エレキングと戦うカプセル怪獣はレッドキングが予定されていた[24]。
- 『週刊少年マガジン』（講談社）に連載された桑田次郎によるコミカライズ版『ウルトラセブン』では、当初は口蓋が大きく開いて牙を剥き出しにした頭部や筋肉質の胴体を持つ容姿が描かれており[26]、空を飛んでセブンやホーク1号と空中戦を行うが、容姿は終盤にテレビ版準拠のものに変更されており、特に頭部については「訂正とおわび」と称した広告すら掲載されたうえ、後に発売された「桑田次郎マンガ版」と謳ったフィギュアでもテレビ版準拠の容姿が用いられている[27]。
- 未発表作品「宇宙人15+怪獣35」では、宇宙人15人が手を組んで結成された宇宙人連合により蘇生され、ゲスラやペスターと共に第3話の湖から出現した際と同様に東京湾から出現する。その後、ピグモンの提案した怪獣ファイトをペギラ、ネロンガ、レッドキング、ジェロニモンと共に最後まで残ってセブンを苦しめるが、セブンを助けに現れた黄金怪獣ゴードに倒されるというシナリオが予定されていた。
- 尻尾で相手を絡め取っての電撃攻撃は、『大怪獣バトル ULTRA MONSTERS』では「エレクトリックテール」と表記されている。
- ビデオ『ウルトラ怪獣伝説』では、テレスドンの危機を救うために出撃するが、セブンとの戦いで倒される。映像は『ウルトラセブン』の「湖のひみつ」の流用。
- 『ウルトラファイト』では、放電光線が火と呼ばれている。

## 『ウルトラファイト』に登場するエレキング
『ウルトラファイト』第73話「セブンは見たエレキングの最後」以降にたびたび登場。
新撮エピソードに登場する他の怪獣たちと同様、好戦的で喧嘩好き。作中では昼寝をしていることが多く、戦いのきっかけも「昼寝の邪魔をされたから」という理由がほとんどである。セブンに昼寝を邪魔され、いさぎよく謝罪の意を示す無抵抗のセブンを叩きのめし、勝ち星を挙げた唯一の怪獣でもある。ある時はイカルスと交際しており、イカルスの気を引こうと花束を持って日参する細やかさも見せるが、「花束は食べられない」との理由から好意は無下にされ、乱闘の末に散々叩きのめされた後日に魚を贈り、ようやく許してもらう。また、戦いの際に手にしたライフル銃が暴発して絶命したこともある。
- 第196話「怪獣死体置場」では、円谷プロの着ぐるみ倉庫に置かれているのが確認できる。

## 『ウルトラマンタロウ』に登場するエレキング
『ウルトラマンタロウ』第28話「怪獣エレキング満月に吼える！」に登場。改造エレキングや再生エレキングと呼ばれる。
ウルトラセブンに倒されたエレキングが、月光の力によって月光怪獣として復活したものである。身体は実体ではなく木曽山中に残されていた月光を浴びた角の残骸が本体であるため、満月の出ていない時間帯には活動できない。体色の地色が黄ばんだ白というよりレモン色に近いカラーリングになっているほか、尾の長さが初代に比べて短くなり、身長・体重も初代と比較して小型・軽量となっており、角も回転しなくなっている。また、尾からの電気ショックではなく口や尾の先端からの火炎放射や爆発力の高い光弾など、攻撃方法も変化している。満月を見て踊り出したり、少年たちの挑発に側転を披露して得意気になるなど、コミカルな一面も見せる。戦闘ではウルトラマンタロウを火炎で苦しめるが、最後はウルトラチェーンで角を引き抜かれて大量の泡を噴きながら倒れ、爆発する。タロウはエレキングが二度と復活しないよう、その角を月に納める。
- スーツアクター：河合徹
- 別途で角の図面が描かれている[39]。
- 着ぐるみはアトラクション用のものとされる[40][41]。造形物はスーツのほか、爆発用カポック・アップ用と実物大の角などが用意された[41][39]。
- 児童雑誌ではこの時期の再生（改造）怪獣は「怪獣軍団」という組織に所属しているとされ、このエレキングは軍団が建造期間の長さから投入を断念したキングジョーの代替として送り込んだという設定がある。再生には、次回以降登場する巨大ヤプール（改造）や、怪獣を蘇生させる能力を持つジェロニモンも関わったともされている[42]。敗戦後の怪獣軍団は、「キングジョーを選べば良かった」とコメントしている。
- 当初は、新怪獣「巨大牙怪獣ゴキバ」と複数の再生（改造）怪獣が登場する予定だった[43]。『タロウ』本編での「怪獣の角で入れ歯を作る」という展開は、この初期案の名残である[43]。
- 『ウルトラ怪獣攻げき技大図鑑』では火炎攻撃は月光火砲と命名され、「電気を加えて威力を上げている」という説明もある、設定によれば10万度の威力がある。DVD『ウルトラマンゼロ&ウルトラヒーロー 超決戦DVD』でもこの名称が用いられている[44]。
- 映画『ウルトラマン物語』ではメフィラス星人によって改造されて復活し、地球に送り込まれたことになっている（映像は『タロウ』の流用）。
- 『ウルトラマンメビウス』第9話ではGUYSの保管する「ドキュメントZAT」に記録されており、「ドキュメントUG」のエレキングとは別個体であることをクゼ・テッペイが語る。

## 『ウルトラセブン 太陽エネルギー作戦』に登場するエレキング
特撮テレビ番組『ウルトラセブン 太陽エネルギー作戦』に登場。
初代と同じくピット星人に操られているが、地球の大気を改造する目的で連行された個体であり、幼獣期はピット円盤内のカプセルの培養液に収納されている。前述の目的ゆえに三日月状の電気光線は使用せず、両手の噴射口から大量の二酸化炭素（炭酸ガス）を噴出し、大気中の二酸化炭素の量を急増させることにより、地球全体の温度を急上昇させて環境を悪化させようとする。初代と同様に尾から高圧電流を流すことや口から放電光線を放つこともでき、尾を巻きつけてセブンを苦しめるが、アイスラッガーで尾を切断された後、エメリウム光線でとどめを刺される。
- スーツアクター：三宅敏夫、横尾和則、岡野弘之[45]
- 着ぐるみは、スーパーファミコン用ソフト『ウルトラセブン』のCMで使用されたものを流用している[45]。
- 書籍によっては『ウルトラマンタロウ』の再生エレキングも含めて3代目とカウントされている[出典 16]。

## 『ウルトラマンマックス』に登場するエレキング
特撮テレビ番組『ウルトラマンマックス』第2話「怪獣を飼う女」、第27話「奪われたマックススパーク」に登場。体色は白で、両手には2本ずつ爪が生えている。
第2話
OLの葉山美宇の住むマンションの一室内に置かれた水槽で飼われているように見せかけ、陰では逆に彼女の意思を操る。夜の東京の電気を大量に吸い取り、さらにはDASH本部の電気まで吸い取る。電気を吸収すると全身を発光させ、透明化する保護色能力を持つ。口状部分から発する黄色の光弾・電子ビームや尻尾での放電攻撃を武器にウルトラマンマックスを苦しめるが、最後は角を切られ、マクシウムカノンで倒される。卵を産むが、親が倒されるとそれと連動するかのように消滅する。
ヒジカタ隊長は美宇がペットがいなくなった際の悲しみに着け込み、操ったものだと推測する。後に、ピット星人の手下の怪獣であることが判明する。
第27話
電気ではなく頭部のアンテナを回転させて人間の脳波を吸収して成長し、人間の脳活動を低下させる。口からの円弧状のプラズマ光弾の色が黄色ではなく青色になっている。ピット星人によって複数の幼体が地球に持ち込まれており、そのうち2匹が巨大化して街を破壊するが、1匹は両方の角をコバ、ショーン、ミズキのダッシュバード3機の攻撃で破壊されて敗れ、後から出現してダッシュマザーと交戦していたもう1匹はマックスによって宇宙空間に投げ飛ばされた後に分身マクシウムソードによって裁断され、爆発する。また、幼体も吸っていた脳波を逆流されて全滅する（大半はカイトが脳波を逆流させて倒すが、冒頭で1体が死んだ状態で見つかり、事態が発覚する）。
- スーツアクター：山本諭
- デザイン画は描かれていないが、酉澤安施がアレンジを加えている[54][55]。初代と意図的にフォルムを変えるため、前のほうに首を出している[56]。長い爪は、初代より攻撃的にしたいという特技監督の鈴木健二の要望によるものである[57]。
- 幼体のデザインは丸山浩[51][55]。初稿では、イルカのようなデザインも描かれていた[55]。
- 第2話は当初別の怪獣が登場する予定であった[58]。また、第27話での再登場については、プロデューサーの八木毅が「予算の都合」と述べている[59]。
- 湖のイメージが強い原典との差別化として、市街地に出現するという展開となった[60]。また、女性を操るという設定は原典と逆の構図となっている[60]。

## リムエレキング
特撮テレビ番組『ウルトラマンメビウス』第8話「戦慄の捕食者」から登場。
偶然生まれた小型マケット怪獣であり、通称「リム」。姿と形はエレキングに近いが、大きさと頭身は人間の赤ん坊ほどしかなく、鳴き声も可愛らしいものになっている。「リム」とはリミテッドの略で、コノミが命名した。
ボガールに対抗するため、マケット怪獣「ミクラス」に電撃能力を追加して強化する際に過去のアーカイブ・ドキュメントUGからデータを引き出すが、エレキユニットの運用実験の際に高エネルギー分子ミストを生成する粒子加速器の故障と、ミクラスの記録に残っていたかつてエレキングと戦ったトラウマがエレキングのデータを拒絶したため、リムは実体化してサコミズの肩に出現する。活動可能時間に限界はないが、ミクラスやウインダムとは出現の仕方が少々異なり、分子ミストの再チャージに要する時間が1秒以下のため、次々とフェニックスネストに出現しては電撃でジョージの髪を逆立たせたりする。出現中、コンセントに尻尾を突っ込んで電気を補充する。
その後、トリヤマ補佐官の「官公庁にはマスコットキャラが必要」という主張に基づき、GUYS のマスコットキャラクターとして採用され、しばしばGUYS作戦室に出没しては隊員たちと戯れている。ミクラスと同じくコノミに懐いており、トリヤマ補佐官が首根っこを掴んで抱えた時は嫌がっていたが、テッペイの頭に乗る、マルが平気で抱きかかえるなど、コノミ以外の隊員たちにも懐いている模様。
第27話では、本物のエレキングがマケット怪獣の候補とされ、用意されたテスト用カプセルをコノミが使用しようとするが、結局は使用されずに終わる。
第49話でエンペラ星人に粒子加速器を破壊されたことにより、再チャージができなくなって消滅するが、第50話でメビウスが光の国へ帰った直後にはコノミの前に再び姿を現す。
- デザインは酉澤安施が担当[65]。酉澤は子供のころにエレキングをウミウシの怪獣だと思っていたことから、水棲生物風にデザインし、さらにハムスターのような可愛さも加えている[65]。
- 当初は「ミニット怪獣」という名称で、エレキングだけでなくレッドキングやキングジョーにもデザインが用意されていた[65]。また、ミクラスもラフデザインのみ描かれている[65]。
- 撮影では、コノミ役の平田弥里をはじめとする出演者らが抱きかかえる際にはパペットが、ジャンプなどのアクションをさせる際にはCGが使われている。

## 『ウルトラマンメビウス外伝 超銀河大戦』に登場するエレキング
プレイムービーや雑誌連載による『ウルトラマンメビウス外伝 超銀河大戦』に登場。
DXウルトラコクピット版
アークボガールによって地球に呼び寄せられ、湖に出現する。ミクラスを倒してセブンを尻尾攻撃で追い詰めるが、GUYSによって角を攻撃され、最後はセブンのアイスラッガーで倒される。
映像は『セブン』第3話からの流用だが、コクピットからの攻撃シーンではアトラクション用の着ぐるみを使用した新撮映像が使われた。
テレビマガジン版
イカルス星人によって怪獣魔境に引きずり込まれたセブンを、ギエロン星獣、恐竜戦車、改造パンドンと共に攻撃する。しかし、セブンの救援に駆けつけたメビウスのメビュームブレードで改造パンドン共々切り裂かれ、倒される。

## 『ウルトラマン Fighting Evolution Rebirth』に登場するエレキング
EPISODE3で登場。かつてセブンに倒されたエレキングが、メフィラス星人の部下となったジェロニモンの力によって復活したもの。ダム付近の水力発電所を襲い、電気を吸収するが、現れたセブンによって倒される。
その直後、紫色の異様なオーラに包まれた場に登場するが、それに包まれたわずかな時間で同じくメフィラス星人の部下となったバルタン星人によって改造エレキングに復活・強化改造が施される。
手足のない蛇のような長い胴体が特徴で、発電能力が強化されただけでなく肉体そのものを電気に変える能力を新たに獲得している。その特異なシルエットゆえに打撃は不得意だが、組技に特化した性能となっているのが特徴。皮膚が透けており、体内の発電器具らしきものがかすかに確認できる。戦闘時には、セブンが技「エメリウム光線」または「アイスラッガー」を使うと水中に伏せ、避けつつ姿をくらましてダムを破壊して現れ、セブンに突撃してダメージを与えるイベントがある。
- 『大怪獣バトル ULTRA MONSTERS』にも登場しており、その際はEXエレキングと呼称されている。

## 『大怪獣バトル』に登場するエレキング

### 『ウルトラギャラクシー大怪獣バトル』に登場するエレキング
特撮テレビ番組『ウルトラギャラクシー大怪獣バトル』第8話「水中の王者」から登場。
惑星ボリスの湖を縄張りにする水陸両生の宇宙怪獣。常に回転する頭部の角で様々な電波を撹乱する。帯電体質で敵に体内の50万Vの高圧電流を尻尾から流し込むエレクトリックテールを得意とする。水中から長い尻尾を伸ばして敵の動きを封じ、得意なテリトリーである水中に引きずり込んで倒す戦法から、オキに「水中の王者」と称される。アーストロンを倒し、ゴモラとの初戦でも地上では劣勢ながらも隙を突いて水中に引きずり込み、多量の電気を変換した光線を口から発射して感電させて爆破させる稲妻状や三日月状の放電光線でゴモラを倒す。その後、ZAPのスペースペンドラゴンのレーザーネットで地上に釣り上げられ、ゴモラに超振動波で倒されるが、レイによってバトルナイザーに回収され、新たな戦力となる。また、最終回近くで口から電撃を放射する技を新たに身に付ける。
- スーツアクター：福田大助
- オープニングではサラマンドラと対決している。
- 企画段階では『ウルトラマン』のグビラもこの役割の候補に挙げられていた[72]。
- スーツは『マックス』の時に作られたもので、長かった爪を、初代のように短くアレンジしている[56]。

#### 『ウルトラギャラクシー大怪獣バトル』に登場するリムエレキング
特撮テレビ番組『ウルトラギャラクシー大怪獣バトル』第9話「ペンドラゴン浮上せず！」に登場。
エレキングが、レイの意思を汲んだバトルナイザーの自己意志によって小型実体化した特別形態。自分の尻尾から電力を供給し、ペンドラゴンの電気エネルギーを復活させる。
- ハルナ役の上良早紀もリムエレキングが好きだと語っている[74]。

### 『ウルトラギャラクシー大怪獣バトル NEVER ENDING ODYSSEY』に登場するエレキング
特撮テレビ番組『ウルトラギャラクシー大怪獣バトル NEVER ENDING ODYSSEY』第2話「レイオニクスバトル」、第6話「史上最強のレイオニクス」、第7話「第二覚醒」に登場。
前作から引き続き、レイのパートナー怪獣として活躍。放電攻撃のほか、ボクシング風の構えからパンチを放ったり、プロレス技「スペースローリングエルボー」を髣髴とさせる側転からのチョップなど、ゴモラと同じく動きがさらに身軽になっている。
第2話ではフック星人の操るドラコと対決し、ゴースタードラゴンの援護もあって勝利する。第6話ではグランデの操るタイラントと対決し、アロー光線からスペースペンドラゴンを庇って攻撃を受けたところ、さらに振り下ろされたとどめの一撃で敗北する。レイが戦闘中にバトルナイザーを紛失していたことからバトルナイザーに回収されず死亡・消滅するが、その際に自らの意志でレイとのリンクを断ち切って彼の命を救ったことが第7話で明かされ、意識を失っているレイの前に最後の別れをするかのように精神体で現れる。レイの操る怪獣で初めて死亡する怪獣となったが、最後には自らの意志でパートナーを救う。
オープニングではマグラーと対決しており、ここでもエルボードロップを放つなどの身軽さを披露している。

### 『大怪獣バトル ウルトラ銀河伝説 THE MOVIE』に登場するエレキング
映画『大怪獣バトル ウルトラ銀河伝説 THE MOVIE』に登場。
ウルトラマンベリアルのギガバトルナイザーの力で怪獣墓場から復活し、ベリアルの率いる怪獣軍団の1体としてウルトラ戦士たちと激突する。メトロン星人、ガッツ星人、キングジョーブラック、キングパンドンと共にウルトラセブンと対するが、セブンのエメリウム光線で倒される。
回想シーンにおける「ベリアルの乱」で光の国を襲撃する怪獣軍団の中に姿が確認できるほか、百体怪獣ベリュドラの左角を構成する怪獣の1体となっている。

### 『大怪獣バトル ULTRA MONSTERS EX』に登場するエレキング
『大怪獣バトル ULTRA MONSTERS EX』第12話「襲撃！ 宇宙有翼骨獣」に登場。
ギギの配下の怪獣として登場。ネロンガと共に呼び出され、そして合体して巨大化したギギと共に主人公に襲い掛かるも、バトルナイザーの怪獣で撃退される。ステータスはアタックが高めに設定されている。電撃攻撃を得意としていることから雷属性攻撃には非常に強い。必殺技は劇中で使用する放電光線やエレクトリックテールのほか、長い尻尾を振り回して攻撃するスピンテールアタックという必殺技もある。NEO第3弾では同じく電撃攻撃を得意とするネロンガとのタッグ必殺技サンダーコネクションが、NEO第4弾では自身の電流を相手に流し込むエレキングコレダーという新必殺技が追加されている。

#### EXエレキング
『大怪獣バトル ULTRA MONSTERS EX』第14話「戦場の惑星」、第16話「決戦！ 四人の戦士」に登場。
ザラブ星人のレイオニクスが操る怪獣として登場。第14話では惑星ボリスにて、メトロン星人のEXレッドキングと戦っており、この時はEXレッドキング共々主人公と戦わないが、第16話ではメトロン星人を打ち負かした主人公の前に現れたザラブ星人と共に、主人公の怪獣と戦う。だがこちらも敗れ、さらにその後ヴィットリオに馬鹿にされて怒ったザラブ星人が差し向けた際には、彼の操るEXゴモラにたやすく返り討ちにされる。
ステータスは元のエレキングから大幅にディフェンスが上がっているが、アタックとスピードが下がっている上に弱点属性が多いのが難点。必殺技は電気を帯びた尻尾を連続で叩き付けるライトニングテールラッシュ、元のエレキングの放電光線と同種の必殺技ライトニングカッター、電気を帯びて体当たりする「ライトニングタックル」がある。いずれも雷属性攻撃である。

## 『ウルトラゾーン』に登場するエレキング
『ウルトラゾーン』の各コーナーに登場。
第4話のコントパート「怪しいものじゃないです」では、マンションの一室に訪問業者として訪れる。声は竹井亮介が担当。
第14話のコントパート「バトルシミュレーション」では、「エア怪獣シリーズ でっかいエレキング」としてタカダ隊員と1対1で対決し、角を掴まれた後に投げ飛ばされ、敗北する。
第15話のドラマパート「東京ジュラ紀」では、ピット星人に操られ、アロンとテレスドンと戦う。
第9話のアイキャッチでは、エンジンストップした自動車のバッテリーに充電をする様子が描かれている。また、第15話のアイキャッチではピット星人の持っていたぬいぐるみとして描かれている。

## 『新ウルトラマン列伝』に登場するエレキング（SD）
『新ウルトラマン列伝』第12話「復活！ タイラント超分析！ 前編」に登場。
冒頭の新撮パートでウルトラマンギンガと対決する。尻尾での電撃でギンガにダメージを与えるが、ギンガサンダーボルトを受けて倒され、スパークドールズに戻る。その後、ヒカルに腕などの可動箇所を弄られていた。
- 『スパークドールズ劇場』のネット版では第3回から登場し、第4回からはブラックキング（SD）らに代わる新たなレギュラーとなった。一人称は「僕」で、「ボンジュール」と挨拶するなど、どこか上品な言葉遣いをする。
- 『ウルトラマンX』では当初からXioが所有しているスパークドールズとして登場している。

### 『ウルトラマンギンガS』に登場するエレキング（SD）
『ウルトラマンギンガS』第2話「ギンガ対ビクトリー」、第8話「朝焼けの死闘」に登場。
アンドロイド・ワンゼロがモンスライブし、体内に有した高圧電流によって、雫が丘市街地で謎の電波障害や停電を引き起こしていた。ビクトリウムを探すため地下を移動する。ウルトラマンビクトリーとの戦いでは尻尾を活かした攻撃や放電光線で優位に立ち、加勢に現れたギンガに対しても、ヒカルの変身前の怪我により怯んだ隙を突いて追い詰めようとするが、奮起したビクトリーのビクトリウムシュートで倒され、スパークドールズはビクトリーに回収される。その後、第8話にてショウからスパークドールズを貸し与えられたヒカルがウルトライブし、ファイブキング（SDU）に尻尾を巻き付けて放電攻撃で応戦するが、左腕で放電を吸収されて撃ち返され、敗北した。
- スーツアクター：横尾和則（第2話）、桑原義樹（第8話）

## サイバーエレキング
『ウルトラマンX』に登場。
Xioが開発したサイバー怪獣の1体。両腕を銃とした機械的な外見になっており、砲身には「E」の文字があしらわれている。実体化実験は行われていないが第1話の時点で存在が語られており、第3話にてウルトラマンエックスにデータが転送され、エレキングアーマーとなる。高田ルイ曰く「遊園地の電力を一晩中まかなえるほど電撃を強化した」とのこと。
劇場版ではマモルによってサイバーカードが使用され、ザイゴーグを足止めするためにエレキング・エナジーシールドを展開したが、ザイゴーグの力の前にあえなく突破される。
- デザインは、全身に走るラインを目立たせるためにガンメタル風の配色でまとめられた[88]。

## 『ウルトラマンジード』に登場するエレキング
『ウルトラマンジード』第4話「星人を追う仕事」に登場。
かつてピット星人トリィ＝ティプによって地球侵略用の兵器として作り出され、幼体から育てられていたが、地球の文明を気に入り仲間を裏切った彼女によって侵略を阻止するため、池の底で眠らされていた。その後、トリィ＝ティプに宿るリトルスターを狙って目覚め、ウルトラマンジード プリミティブと交戦する。
能力は口から放つ放電光線、頭部の触角から放つ触角放電、尾から高圧電流を流すテールディスチャージ。
一進一退の格闘の末に放電攻撃でジードを苦しめるが、AIBの愛崎モアに宇宙植物ルグスの花粉を嗅がされて動きが鈍った後、ソリッドバーニングに変身したジードのブーストスラッガーパンチを受け、爆散する。しかし、その身体はまもなく伏井出ケイによって怪獣カプセルの1つとして回収され、エースキラーの怪獣カプセルと共にベリアル融合獣のサンダーキラーを生み出すこととなる。
- スーツアクター：横尾和則
- 放電攻撃の際の尾はCGで描かれている。
- 第4話はウルトラセブンの能力を持つソリッドバーニングの活躍回であることから、『セブン』のオマージュとしてピット星人とセットでの登場となった[92]。

## 『セブンガーファイト』に登場するエレキング
『セブンガーファイト』第3話「その銃弾で血に染めろ」、第6話「怪獣無法惑星」に登場。
第3話では、秘かにピット星人ファとシィが地球に持ち込んできた個体が目覚めて岩山に出現する。出動したセブンガーと交戦し、バコさんが開発したセブンガーの特空機支援火器40ミリ汎用機関砲を奪って攻撃しようとするが、同砲に欠陥があったため、内部を覗き込んだ際に暴発・自爆して死亡する。
第6話では、怪獣惑星で昼寝していたところを通りかかったガゾートに誤って尻尾を踏まれたことから、昼寝を邪魔されたと怒り狂い、大喧嘩を始める。その後、接近してきた宇宙セブンガーをも戦いに巻き込むが、20式多用途電磁警棒によってガゾートとともに倒される。

## 『ウルトラマンデッカー』に登場するエレキング
『ウルトラマンデッカー』第5話「湖の食いしん坊」に登場。
ピット星人のユウコが宇宙での一人旅のお供として連れていた小型の幼体ペット・エリーが地球の湖畔にある変電所の送電線から電流を吸い上げたことで過剰な成長を遂げた姿。全身の紋様から放つ高圧電流と口から放つ電気光線が武器。
急成長前にも、等身大の大きさで徘徊しては一般住宅から電気を吸い上げて停電させるなどの騒動も多々起こしていたが、性格は基本的におとなしく、ユウコにはとても懐いていた。しかし、GUTS-SELECTのキリノイチカによって対災害用バッテリー「MEGA-EARTH」の電気を与えられた結果、暴走して街へ向かおうとしたところでウルトラマンデッカー フラッシュタイプと交戦し、高圧線の電気だけでなくデッカーのエネルギーも吸い上げるまでに凶暴化する。最後はミラクルタイプのデッカーリターナーによって電気を吸い上げられて幼体の姿に戻されると、ユウコと共にTPUの保護を受け、今後は再度の暴走を起こさないためにも、GUTS-SELECTの副隊長・カイザキサワによって食生活を改善するための講座動画がユウコのもとへ送られることとなった。
- スーツアクター - 永地悠斗[98]
- スフィアバリアの影響で故郷の星に帰れなくなった善良なピット星人が、怪獣をどうして持ってきているのかという話になり、宇宙から持ってきたペットが大きくなる話となった[56]。
- 幼体から少し成長した形態の撮影には、リムエレキングのパペットが用いられている[99]。
- スーツは新規造形[56]。初代と同様に首は直立した角度にしており、ボディの模様も初代と同様にしている[56]。初代はデザイン画からのイメージのもと、抑揚がないヌルっとした感じを狙った印象でスーツの肉厚が薄く作られていたが、耐久性に問題が出るので本作品では厚くしたことから、ムチムチ感が出たものとなっている[56]。腕と足は、初代よりも動きやすく歩きやすくするために少しだけ長くしている[56]。
- 講座動画ではカイザキにスケッチブックを出すムラホシタイジの手が画面に映り込んでいるが、これは撮影当日の最後にカイザキ役の宮澤佐江のみを映す予定だったものが、彼女のみを現場に残すことを気の毒に思ったムラホシ役の黄川田雅哉が第5話監督の辻本貴則に進言して参加したことによるものであり、映り込みに気づいて慌てて引っ込める動作なども黄川田のアドリブである[100]。

## 『ウルトラマンアーク』に登場するエレキング
『ウルトラマンアーク』第15話「さまよえる未来」に登場。
「K-DAY」の際、中国・桂林付近の水辺に出現した。敵と長い尻尾と口から撃ち出す放電光線で戦う。
- スーツアクター：平田一貫

## 『大怪獣ラッシュ ウルトラフロンティア』に登場するエレキング
データカードダスおよびそれを元にしたCGショートームービー『大怪獣ラッシュ ウルトラフロンティア』に登場。
プラズマソウルを取り込んだプラズマ怪獣として1弾から登場する。テレビ放送版『ANTLAR Hunting』では冒頭に登場し、角そのものとなったプラズマソウルを残すのみとなりながらもラッシュハンターズを追い詰めるが、バレルのシャドウエクスプロージョンを受けて角のプラズマソウルをすべて破壊され、倒される。また、『VEROKRON hunting』ではハンターステーションにてプラズマ怪獣多数出現を報じる映像に映っているのが確認できる。

## 『レッドマン』に登場するエレキング
特撮テレビ番組『レッドマン』第31話 - 第33話、第60話、第68話、第70話、第74話、第138話に登場。
第32話でノコギリン、第33話でキングマイマイ、第68話でザゴラス、第74話でテレスドンと組んでレッドマンと戦うが、いずれも敗れる。第60話では単独で立ち向かうが、敗れる。第138話（最終話）ではレッドキックが効かないという強さを見せるが、最後はレッドナイフで首を切り落とされる。

## 『有言実行三姉妹シュシュトリアン』に登場するエレキング
『有言実行三姉妹シュシュトリアン』第40話「ウルトラマンに逢いたい」に登場。
隕石の影響で円谷プロの美術倉庫にあった怪獣の着ぐるみに魂が宿ったもの。ゲーム店の電気を吸収したり、カメラのフラッシュに驚き、尾で荒木、加納、篠山のカメラ小僧を攻撃したりするなど、町で暴れる。最後はウルトラマンによって宇宙に連れて行かれる。

## ハイパーエレキング
『ぱちんこウルトラバトル烈伝 戦えゼロ！若き最強戦士』にて帝国を築き上げたウルトラマンベリアルが地球に放った設定で登場。別名・滅亡の邪神。
通常の個体に比べて大型化しており、口から暗黒光線を発射する、尻尾を用いた電気ショックも健在で、さらに原典にはなかった翼による飛行能力、背中のブルークリスタルによる電撃攻撃などが備わっている。ウルトラマンゼロ（リーチによってはウルトラセブン）と空中戦を繰り広げる。

## 過去の映像を流用しての登場
いずれも映像はそれぞれの初登場作品の流用。
サークロラマ映画『ウルトラマン・ウルトラセブン モーレツ大怪獣戦』（1969年）
湖からの出現シーンや、セブンとの戦闘シーンの映像が流用されている。
『ウルトラマンタロウ』
第40話で回想シーンの35大怪獣・宇宙人の1匹として登場。オープニングでは電撃怪獣という別名でクレジットされている。
映画『ウルトラマン怪獣大決戦』
冒頭でセブンとの戦いが紹介される。
『ウルトラマン80』
第44話では矢的猛の回想シーンに登場。第46話では、少年たちが魔法使いマアジンに何の怪獣の人形を出してもらうかという願いを考える際に候補の1体としてエレキングが挙げられ、回想シーンにも登場する。
映画『ウルトラマン物語』
一度セブンに倒された後、メフィラス星人によって改造された改造（再生）エレキングとなり、復活して送り込まれ、タロウと戦う。改造エレキング時の鳴き声も初代と同じになっている。
映画『大決戦!超ウルトラ8兄弟』
ダンの回想シーンで登場。

## その他の登場
- 特撮テレビ番組『チビラくん』第74話では、チビラくんの住むカイジュウ町の住人としてバルタン星人、イカルス星人、ウーと共にスーツが使用された。第75話や第76話にも登場。
- 『ウルトラマンタロウ』では、第25話にてエンペラ星人が3万年前に光の国を襲来した際の怪獣軍団のイラストにも姿が描かれている。
- テレビドラマ『ウルトラマンになりたかった男』では、劇中で製作されていた映画『オールウルトラマンVS怪獣軍団』にて怪獣軍団の1体として登場し、ウルトラ戦士たちと戦う。
- ビデオ『ウルトラスーパーファイト』第2話「ウルトラ悲話エースの初恋」、第4話「ウルトラ悲話エースよ泣くな」に登場。
- 映画『新世紀2003ウルトラマン伝説 THE KING'S JUBILEE』では、ウルトラマンキングの誕生日を怪獣たちと共に祝福する。
- 『ウルトラマンR/B』第17話では、アサヒの友人ななかがハロウィンの仮装としてエレキングのコスチュームを着用[103]。衣裳はキッズ向けのイベント用のもの[104]。
- 『ウルトラマンタイガ』第15話では、チブル星人マブゼが捕らえていた怪獣たちの中に、リムエレキング（身長：0.4m / 体重：4㎏[105]）の姿が確認できる[106]。
- ステージイベント
  - 『ウルトラマンフェスティバル2013』のライブステージ第1部では、クール星人の配下として登場。両角から発射され、眩しさと綺麗さに見とれていると体を斬られてしまう虹色の三日月状カッター「三日月レインボーカッター」でウルトラマンゼロを襲う。最後はウルトラマンサーガのサーガプラズマーでベムスター共々倒された。第2部では、スパークドールズが実体化した形で、バルキー星人（SD）の配下として登場。ウルトラ戦士たちに倒されてスパークドールズに戻った後は、ウルトラマンボーイがウルトライブし、「三日月レインボーカッター」でカオスロイドを攻撃した。
  - 『ウルトラヒーローズEXPO2022 サマーフェスティバル』では、スフィアに取り込まれたスフィア合成獣であるスフィアエレキングが同じくスフィア合成獣であるスフィアゼットンと共に登場し、ウルトラマンデッカーと交戦する[107]。
- 『ウルトラ怪獣擬人化計画』で擬人化される。デザインはCHOCO[108]。
  - 『ウルトラ怪獣擬人化計画figure project』のフィギュア化第1弾として、尻尾を意識するマフラーとモデルのようなスタイルを胸元から腰まで露出した服で包んだエレキングさんが2014年2月28日にプレックスから発売された。
  - 『ウルトラ怪獣擬人化計画feat.POP Comic code』に登場。
  - アニメ『怪獣娘（かいじゅうがーるず） 〜ウルトラ怪獣擬人化計画〜』に、エレキングの魂を受け継いだ怪獣娘として登場。声優は潘めぐみ。
  - アニメ『はいたい七葉』第20話に登場する。声優は桑原由気。
  - ドラマCD『ウルトラ怪女子』に登場。声優は佐藤利奈。
- 絵本「ウルトラかいじゅう絵本シリーズ」では、『さるかに合戦』をモチーフとした「カネゴンとかきのたね」に、カネゴン、モチロン、サボテンダー、ナメゴン、メフィラス星人と共に登場する[109][110]。
- アニメ『かいじゅうステップ ワンダバダ』に、「エレちゃん」という女の子で登場。声優は飯田里穂。

### 漫画作品
- 『決戦★ウルトラ兄弟VS11大怪獣軍団』では、チブル星人の命令でゴモラ、ゴルバゴスと共にビルの下から出現し、ウルトラダブルを使いカラータイマーが鳴りだしたジャックを苦しめるもウルトラセブンのふりをしたにせウルトラセブンに倒される。
- 漫画『かがやけ ウルトラの星』では、怪獣軍団の一員として登場。ガッツ星人に率いられて中部地方に出現し、新ウルトラマンと戦う。後に他の怪獣と合流してウルトラ兄弟と戦うが、新ウルトラマンのウルトラダブルを受けて倒される。
- 漫画『ウルトラマン超闘士激伝』では、ウルトラ戦士に味方する闘士五獣士の1体として登場。原作同様に電気攻撃を得意とする。漫画終了後の玩具展開『ウルトラマン超闘士鎧伝』では、ダークベンゼンが率いる「エレキングII」が登場。
- 漫画『ウルトラジャーニー ツインテール少女とツインテールな僕』では、エレキングをモチーフとした、キングエレトカゲが登場。1匹がJO-001に懐き、旅に同行する。

### バラエティ番組
- 知名度が高いため、アトラクション用の着ぐるみがたびたびバラエティ番組に登場する。
  - 『第41回NHK紅白歌合戦』では、チェッカーズが歌う「ウルトラマンの歌」をバックに、レッドキングやバルタン星人と共にウルトラマンやウルトラセブンと戦った。
  - 『ダウンタウンのごっつええ感じ』のコーナーの一つ「ごっつの車窓から」では、何匹ものエレキングが板尾創路と対決し、倒されて横たわっている様子が見られた（そのうち1匹は屋根の上にいた）。
  - 『リンカーン』では、リンカーンメンバーが1967年にタイムスリップしたという設定でモロボシ・ダンの操縦するオープンカーの助手席に座って登場。ダンに「乗せてくれ」と頼んで車に乗せてもらったらしいが、終始騒いでいたために怒鳴られ、逆に殴り返すなど反抗しており、ダンも終始怒り気味となっていた。
  - 円谷プロが協力した『笑ってポン!』においても「腹筋ができない」という醜態を晒していた。
  - 『めちゃ×2イケてるッ!』では『大怪獣バトル ウルトラ銀河伝説 THE MOVIE』の宣伝を兼ねて他の怪獣たちと共にオーディションを受ける役柄で出演した。角が回転しているほか、レイのパートナー怪獣ではなく別個体の悪役怪獣ゆえ、ウルトラマンベリアルの出す「ウルトラマンを倒すためなら〜〜」の質問コーナーに参加している。

### CM
- ユタカの玩具『カラオケ倶楽部 ウルカラ』のCMでは、リヤカーを曳く通行人として登場した。
- バンダイの玩具『スペシウムショット』のCMでは、バルタン星人、レッドキング、ベムスターと共にウルトラマンと戦うが、最後は子供にやられる。
- スーパーファミコン用ソフト『ウルトラセブン』のCMでは、ウルトラセブンと対決してアイスラッガーを受け、絶命する。スーツは新規造形[111]。尾はセブンに巻きつけるために長めに作られている[111]。
- 1995年の出光石油のCMでは、神秘のエネルギーを護るウルトラマンゼアスを襲撃する怪獣軍団として登場する。
- パチンコ『ぱちんこウルトラマン』のCMでは、バルタン星人をはじめとする宇宙人に操られ、町を破壊する。
- 2009年のHONDA「ステップワゴン スパーダ」のCMでは、スパーダを恐れて他の怪獣と共に道を空ける役で出演している。
- 2015年のファミリーマートのCMでは、「エレキングバンド」のリードギターを担当している[112]。

## エレキングに関連する力を持つ戦士・怪獣
- ウルトラマンX - エレキングアーマーというサイバーエレキングの能力を持つモンスアーマーを使用。また、他のモンスアーマーと能力を統合したハイブリッドアーマーも登場。
- ベリュドラ - 構成する怪獣の1体となっている。
- サンダーキラー - エースキラーと能力をあわせたベリアル融合獣。

## その他
- 福島県須賀川市には、「M78星雲光の国」との姉妹都市提携を記念して2015年に建立されたエレキングの立像が存在するが、同様に建立された他の怪獣たちの立像も含めて何者かによる損壊の被害にたびたび遭っており[113][114]、『大怪獣バトル』でレイを演じた南翔太からも「大切にしてくれ」のコメントが出されている[115]。
- 『大決戦!超ウルトラ8兄弟』以前に企画されていた『ウルトラマンメビウス&ウルトラ兄弟』の続編作品では、日本各地に現れた怪獣軍団の1体として出現。セブンに倒されるがその後、ヤプールの力によってタイラントや他の怪獣軍団と合体し、グランドタイラントとなるシナリオが予定されていた。
- プロバスケットボールbjリーグと円谷プロダクションのコラボ企画として開催された、ウルトラ怪獣を各チームのマスコットキャラクターとしてチームに加える「ウルトラ怪獣ドラフト2010」ではノミネート怪獣として候補に挙がり、宮崎シャイニングサンズよりドラフト指名された[116]。
- 2011年1月1日にBSで放送された『徹底検証!ぼくらのウルトラマン伝説 〜昭和のヒーロー「ウルトラQ」、「ウルトラマン」、「ウルトラセブン」誕生秘話〜』では、『ウルトラセブン』に登場した中で好きな怪獣1位に選ばれた。